# Itumbiara Esporte Clube
El Itumbiara Esporte Clube es un club de fútbol de la ciudad de Itumbiara, estado de Goiás en Brasil. Fundado el 9 de marzo de 1970 y juega en el Campeonato Goiano.

## Historia
En 2018, el Gigante do Vale firmó una parcería con la empresa Soccer Star para que ésta gestione al equipo hasta 2030.

## Palmarés
- Campeonato Goiano: 1

2008

## Jugadores notables
- Abuda
- Bruno Henrique[8][9]
- Gladstone

## Entrenadores
- PC Gusmão (2008)[10]
- Jair Pereira (diciembre de 2008-?)[11][12]
- Artur Neto (febrero de 2009-?)[12]
- Roberval Davino (?-agosto de 2011)[13]
- Roberto Fonseca (diciembre de 2011-febrero de 2012)[14][15]
- Márcio Bittencourt (febrero de 2012-marzo de 2012)[16][17]
- Zé Humberto (marzo de 2012-?)[17]
- Zé Roberto (?-febrero de 2013)[18]
- Nedo Xavier (febrero de 2013-marzo de 2013)[19][20]
- Robélio Cavalinho (marzo de 2013-?)[21]
- Zé Humberto (junio de 2014-? de 2015)[22][23]
- Zé Humberto (diciembre de 2015-febrero de 2016)[24][25]
- Zé Teodoro (febrero de 2016-?)[25]
- Luizinho Vieira (diciembre de 2016-febrero de 2018)[26][27]
- Sílvio Criciúma (febrero de 2018-?)[28]
- Estevam Soares (abril de 2018-?)[29]
- Júnior Baiano (diciembre de 2018-enero de 2019)[30][31]
- Vitor Hugo (febrero de 2019-marzo de 2019)[32][33]
- Rui Sampaio (febrero de 2020-agosto de 2020)[34][35]
- Uidemar Pessoa (agosto de 2020-febrero de 2021)[35][2]
- Júnior Lopes (febrero de 2021-presente)[3]